# Bolo (Demak)
Bolo is een bestuurslaag in het regentschap Demak van de provincie Midden-Java, Indonesië. Bolo telt 3647 inwoners (volkstelling 2010).